# 银背艾蛛
银背艾蛛（学名：Cyclosa argenteoalba），又名假銀塵蛛，为园蛛科艾蛛属的动物。分布于日本、台湾岛以及中国大陆的浙江、四川、山东、安徽、贵州、河南、江西、湖南、福建、广东、广西、云南等地，一般栖息于各种农田、果园、茶园以及山林。该物种的模式产地在日本。